# جبل أبي قبيس

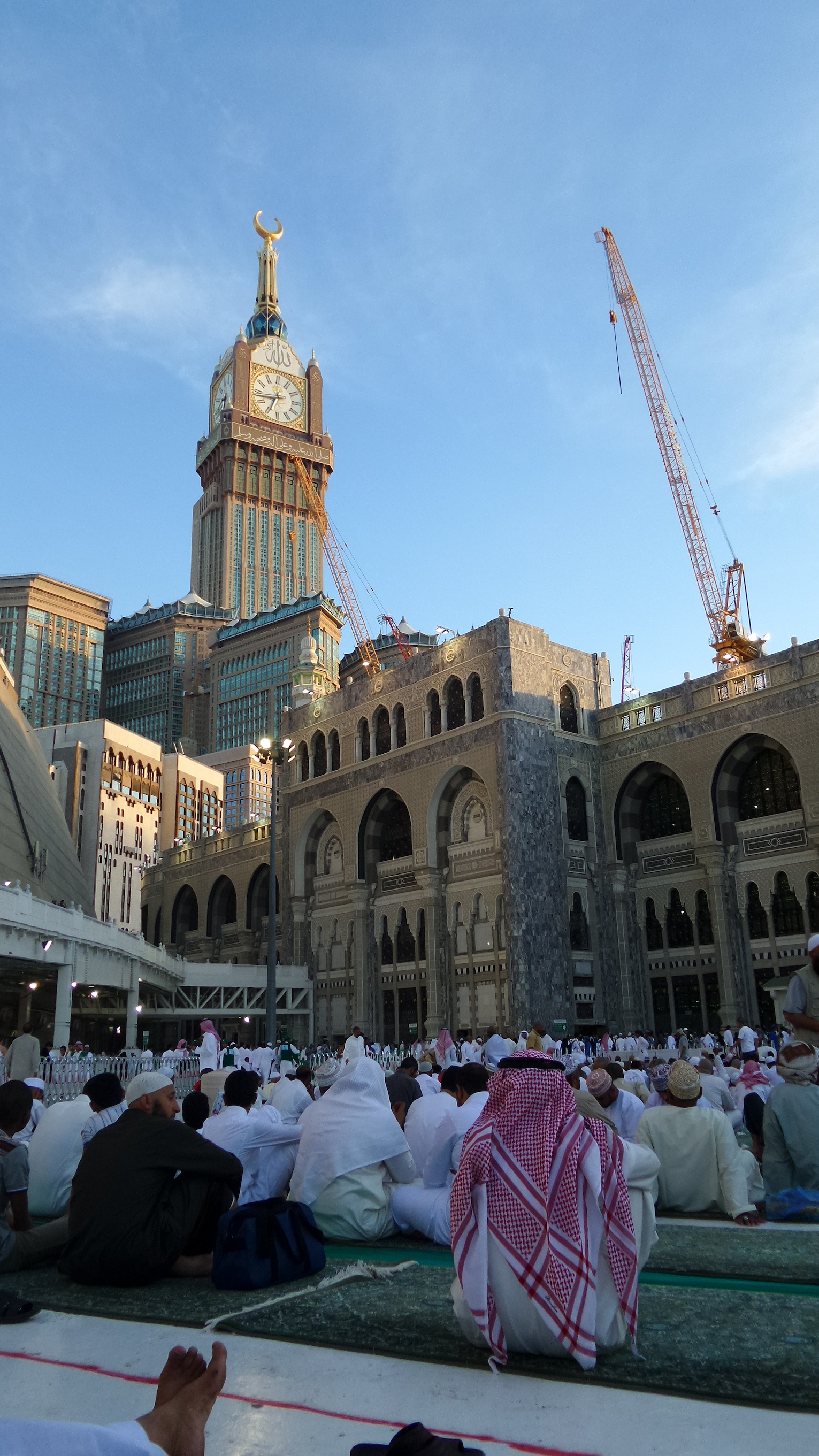
جبل أبي قبيس

جبل أبي قبيس، أحد الأخشبين، وهو جبل في الجهة الشرقية للمسجد الحرام، ويبلغ ارتفاعه 375 مترا عن سطح البحر.

## التسمية
سمي بذلك لأن رجلاً يقال له: أبو قبيس، أول من قام بالبناء عليه. 
ويعرف جبل أبي قبيس بأنه أول جبل وضع على الأرض، فعن ابن عباس أن رسول الله قال: «أول بقعة وضعت من الأرض موضع البيت، ثم مدت منه الأرض. وإن أول جبل وضعه الله على وجه الأرض أبو قبيس، ثم مدت منه الجبال». ويسمى أيضا بالجبل الأمين بسبب احتفاظه بأمر من الله بالحجر الأسود في بطن الجبل، لأن الركن الأسود كان فيه مستودعاً عام الطوفان، فلما بنى إبراهيم الخليل البيت، نادى أبو قبيس أن الركن مني بموضع كذا وكذا، وقيل أتى به جبريل من الجبل وسلمه إلى إبراهيم، وقيل سمي بأبي قبيس لأن الحجر الأسود اقتبس منه.

## القبور
يذكر ان قبر آدم يوجد في جبل أبي قبيس، بالإضافة إلى قبور بعض الأنبياء وبعض سادات مكة في الجاهلية، مثل: خزيمة بن أسد ومدركة بن إلياس وإلياس بن مضر وهذيل بن مدركة.

## امتيازات الجبل
- أول جبل وضع على وجه الأرض.
- أن الله استودعه الحجر الأسود زمن طوفان نوح.
- أنه يشرف على الكعبة، بل إن الربوة التي بنيت عليها الكعبة تتصل بأصل جبل أبي قبيس.
- أن أصل الصفا الذي يبدأ السعي منه يقع في أسفل أبي قبيس قُبَالَة ركن الحجر الأسود.
- شاهد على حادثة شق القمر حيث كان النبي واقفا أمام الجبل.[5]
- نصب عليه الحصين بن نُمير المنجنيق ورمى به الكعبة؛ مما أدى إلى حرق أستارها، كما كان عبد الله بن الزبير متحصناً فيه عام 64هـ، وقد ذكر الرازي أن القبس شُعلة من نار، وأبو قبيس هو أحد أخشبي مكة فهو الخشب الشرقي.[6]